# Saccharata
Saccharata — рід грибів родини Saccharataceae. Назва вперше опублікована 2004 року.